# Trichoplusia arachnoides
Trichoplusia arachnoides är en fjärilsart som beskrevs av William Lucas Distant 1901. Trichoplusia arachnoides ingår i släktet Trichoplusia och familjen nattflyn. Inga underarter finns listade i Catalogue of Life.